# Satte Farben vor Schwarz
Satte Farben vor Schwarz ist ein Spielfilm der Regisseurin Sophie Heldman aus dem Jahr 2010. Inspiriert wurde sie vom Freitod eines mit ihren Eltern bekannten älteren Ehepaares in Zug. Die deutsch-schweizerische Koproduktion mit Senta Berger und Bruno Ganz in den Hauptrollen wurde im September 2010 beim Festival Internacional de Cine de Donostia-San Sebastián aufgeführt und feierte am 13. Januar 2011 in Deutschland Premiere. Drehort war Düsseldorf.

## Handlung
Im Mittelpunkt des Films stehen Anita und Fred. Sie sind seit 50 Jahren ein Paar und fast genauso lange glücklich verheiratet. Die beiden haben zwei erwachsene Kinder, Patrick und Karolin, und die Enkelin Yvonne steht kurz vor dem Abitur. Anita und Fred können nicht nur auf ein erfülltes Leben zurückblicken – sie sind noch mittendrin. Bei Fred wurde Prostatakrebs diagnostiziert.
Das Leben läuft scheinbar normal weiter. Fred geht, obwohl emeritiert, oft in sein altes Büro, das ihm als Ex-Chef von der Firma überlassen wurde. Anita macht die Hausarbeit und den Garten in ihrem großen Grundstück am Haus. Doch einmal, als Fred wieder angeblich im Büro war, ertappt sie ihn in einer leeren Wohnung, die er eben gekauft hatte. Er sagt ihr, dass er diese brauche, um nachzudenken. Sie fühlt sich verraten. Wollte sie doch mit Fred noch viele Reisen machen. Täglich schneidet sie Urlaubsberichte aus der Zeitung. Anitas Enttäuschung steht zwischen Fred und ihr. Sie verdächtigt ihn gar, ein Doppelleben führen zu wollen: "Gibt es eine andere Frau?"
Unglücklicherweise kommt da gerade der Sohn Patrick aus dem Ausland zur Hochzeitsfeier von Karolin, die wieder einen Partner gefunden hatte. So müssen sie Patrick erzählen, dass bei Fred ein Prostatakrebs diagnostiziert wurde. Er soll es nicht seiner Schwester sagen, was er aber tut. Daraufhin bedrängt Karolin Fred mit dem Ansinnen, dass er den Krebs behandeln lassen soll. Fred wehrt ab, weil er noch keine Schmerzen habe, dabei injiziert er sich täglich Morphin. Er wolle nicht seine verbleibenden Tage als Patient verleben.
Nach einem heftigen Abendgewitter, allein zu Hause, rettet Anita mühsam im strömenden Regen Pflanzen aus dem schönen Garten. Doch sie kann nicht verhindern, dass der Garten arg mitgenommen ist. Am nächsten Morgen verlässt sie das Haus und quartiert sich in einer Seniorenresidenz ein. Sie hinterlässt Fred die Adresse. Er versucht sie, lange vergeblich, wieder nach Hause zu holen. Anita erlebt in der Seniorenresidenz ein ödes Leben ohne Fred. Als Fred sie erinnert, dass sie zu Yvonnes Abiturball eingeladen sind, kehrt Anita zurück.
In ihrem Garten sitzend nähert sich Fred Anita behutsam und sagt, dass sie sich doch nicht trennen müssten. Sie erleben einen fröhlichen Abiturball, wo Yvonne sie auf die Tanzfläche holt und sie ausgelassen mit den jungen Leuten tanzen, bis an Freds Kraftgrenze. Dann verleben sie auf Anitas Vorschlag hin eine intime Nacht voller schöner Erinnerungen in einem Hotel. Am nächsten Morgen machen sie sich fein und lassen sich mit einem Taxi in die von Fred gekaufte Wohnung bringen. Auf dem von Fred noch gekauftem Sofa in der sonst leeren Wohnung begehen sie gemeinsam mit Überdosen von Morphin Selbstmord. Offensichtlich hatte Fred die Wohnung für seinen Freitod gekauft. Nun begleitet ihn seine Frau.

## Rezeption

### Erfolg
In Deutschland lockte Satte Farben vor Schwarz 169.633 Zuschauer in die Kinos. Das Drama konnte sich damit auf Platz 33 der erfolgreichsten deutschen Produktionen des Jahres 2011 platzieren.
Bei der Erstausstrahlung am 27. Juni 2013 im Ersten erreichte der Film 670.000 Zuschauer.

### Auszeichnungen
- 2010: Nominierung für den First Steps Award
- 2010: Wettbewerbsteilnahme beim Filmfestival San Sebastián
- 2011: Preis der Russischen Filmkritik beim 9. Internationalen Filmfestival Spirit of Fire in Sibirien
- 2011: Studio-Hamburg-Nachwuchspreis in der Kategorie „Bestes Drehbuch“

### Kritiken
„Satte Farben vor Schwarz ist eine Metapher für Leben und Tod, die zum Nachdenken über wichtige Aspekte unseres Lebens anregt: Wer sind wir? Was wollen wir vom Leben? Gerade die Ambivalenz der Filmcharaktere reizt dabei zum Hinterfragen.“

„Deutsche Filmemacher haben sich dem ‚Seniorenkino‘ in den letzten Jahren in unterschiedlichen Ansätzen gewidmet. Andreas Dresen überschritt mit einem sehr offenen Blick auf gealterte Körper Grenzen, während Leander Haußmann die massentauglichere Form einer Komödie wählte. Heldman hat sich für eine sehr ruhige Annäherung entschieden. Die Kameraführung lässt dem präzisen und nuancierten Spiel der Darsteller Raum und Zeit. Die Regisseurin setzt erfolgreich auf die sachte Vermittlung von Emotionen.“

## Hintergrund
Das Drehbuch basiert auf dem realen Selbstmord eines österreichischen Ehepaars, die Freunde und Nachbarn von Sophie Heldmans Eltern waren. Die in dem Film verwendeten Kfz-Kennzeichen mit GX stehen für die fiktive Stadt Gleixen.